# Musique de scène
La musique de scène est un genre musical distinct de la musique d'opéra et de celle des genres apparentés (opéra-ballet, opérette, ballet, comédie-ballet, comédie musicale) destinées à la scène.
L'expression recouvre essentiellement deux acceptions. Il peut s'agir :
- soit d'une composition musicale jouée par un orchestre en fosse et destinée à assurer les transitions dans une pièce de théâtre ;
- soit d'une pièce musicale ou d'une série de pièces destinées à accompagner l'action dramatique d'une pièce de théâtre ou d'un opéra et jouée par les musiciens ou les acteurs eux-mêmes, sur la scène ou dans les coulisses (« feux de scène »)[1].

Au XIXe siècle, on entend plus précisément par « musique de scène », une succession de pièces musicales, généralement de nature symphonique, ayant pour fonction d'assurer la transition entre les scènes ou les actes d'une pièce de théâtre. La musique de scène de l'époque romantique est fréquemment amenée à commenter la dramaturgie, à approfondir la psychologie des personnages, à décrire les évènements non représentés sur scène. Elle est généralement composée d'une ouverture, d'un certain nombre d'interludes et d'un final ; certains morceaux peuvent également être joués en même temps que les dialogues (on parle alors de mélodrame). La musique est alors jouée par un orchestre en fosse.
- Exemples de musique de scène pour le théâtre :
  - Abdelazer (1695) d'Henry Purcell pour la pièce de théâtre éponyme, d'Aphra Behn (1677).
  - L'Arlésienne (1872) de Georges Bizet, musique de scène pour la pièce de théâtre éponyme, d'Alphonse Daudet (1869).

De manière plus générale, lorsque, sur une scène, de la musique est exigée par le texte et par l'action d'une pièce de théâtre ou d'un opéra, on parle également de « musique de scène ». Dans ce cas, les musiciens peuvent se trouver dans les coulisses, ou bien, sur la scène même, aux côtés des comédiens, des danseurs, des chanteurs, des figurants. Elle peut être jouée, selon son importance et sa difficulté, par des musiciens ou les acteurs eux-mêmes.
- Exemples de musique de scène à l'opéra : 
  - Don Giovanni de Wolfgang Amadeus Mozart (les deux orchestres sur scène à la fin du premier acte)
  - La traviata de Giuseppe Verdi (les bandas en coulisses pour la fête du premier acte et le carnaval au troisième acte)

Il ne faut donc pas confondre « musique de scène » et « musique pour la scène », cette dernière regroupant tous les genres musicaux destinés « à la scène » : opéra, ballet, opérette, comédie musicale, etc. — y compris, bien sûr, la musique de scène.

## Insert theme
Dans le domaine de l'animation japonaise, du tokusatsu, et des productions s'en inspirant, les termes « insert theme » et « insert song » (挿入歌, Sōnyūka ; dans ce cas seulement s'il est chanté) désignent spécifiquement une pièce musicale ou une série de pièces destinées à accompagner l'action dramatique, un équivalent à une forme de musique de scène spécifiée ci-dessus.
Leur usage est variable selon les productions comme elles peuvent en témoigner, certaines en faisant un usage important, d'autres n'en faisant nullement usage.